# Tolquhon Castle
Tolquhon Castle (auch Tolquhoun, gesprochen toh-hon) liegt etwa 20 km nordwestlich von Aberdeen in Aberdeenshire, Schottland. Bereits im frühen 13. Jahrhundert im Besitz der Familie Preston, wurde sie von ihr im 18. Jahrhundert als Wohnsitz aufgegeben.

## Geschichte
Als königliche Thane von Formartine, dem Land zwischen den Flüssen Don und Ythan, wurde bereits zum Ende des 12. Jahrhunderts die Familie Preston genannt. Diese besaß auch die Ländereien von Craigmillar bei Edinburgh. Als Henry Preston, Lord of Formartine, im Jahr 1420 ohne männlichen Erben starb, wurde der Besitz aufgeteilt. Tolquhon fiel an Prestons Schwiegersohn John Forbes.
Das entweder schon von Henry Preston oder seinem Schwiegersohn errichtete Tower House blieb bis 1584 der Wohnsitz der Familie.
William Forbes, 7. Laird of Tolquhon, begann im April 1584 mit dem Umbau der bestehenden Burg. Der bestehende Wohnturm, „Preston's Tower“ genannt, wurde (vermutlich aus Gründen der Zweckmäßigkeit) in die neue Burg integriert. Im Dezember 1589, nach dem Ende der Baumaßnahmen, zählt er in einer seiner erhalten gebliebenen Schriften stolz die neuen Räume sowie die Nebengebäude, "my houiss, tour, and place of Tolquhone", auf.
Nach William Forbes Tod begann unter den nachfolgenden Erben ein langsamer Verfall der Burg. Als militärisch erfolgreiche Soldaten, die unter verschiedenen Königen dienten, verlegten die Lairds of Tolquhon meist ihre Wohnstätten. William, der 11. Laird, wurde nach einer Verwundung im Jahr 1718 von seinen Kameraden gewaltsam aus der Burg „gerettet“ und kehrte nie wieder zurück. In der Folge vom Earl of Aberdeen übernommen und als besserer Bauernhof genutzt, war die Burg noch bis zur Mitte des 19. Jahrhunderts bewohnt. Der weitere Verfall wurde erst 1929 beendet, als Tolquhon Castle vom damaligen Besitzer, dem Marquess of Aberdeen and Temair unter seinem Titel als „Earl of Haddo“, in staatliche Aufsicht übergeben wurde.

## Beschreibung
Die Burg ist rechteckig und misst etwa 40 mal 30 Meter. Ihr vorgelagert ist ein von einer Ringmauer umschlossener äußerer Hof, der etwa 50 Meter breit ist; vom äußeren Torhaus bis zum Eingang der Burg sind es etwa 80 Meter. In den Türmen des äußeren Torhauses findet sich schon die erste architektonische Besonderheit von Tolquhon Castle: Schießscharten in einer liegenden Position mit dreifachen Öffnungen. Diese ungewöhnliche Form kommt vorher nirgends und später nur noch in Dean Castle vor.
„Preston's Tower“ ist in großen Teilen noch intakt, er bildet den nördlichen Turm der Burganlage (der linke Turm, wenn man sich nähert). Man betritt die Burg durch das innere Torhaus, welches aus zwei reich mit Steinmetzarbeiten verzierten Türmen gebildet wird. Auch hier sind wieder die besonderen Schießscharten zu finden. Wendet man sich „Preston's Tower“ zu, erkennt man die bis zu drei Meter dicken Wände. Ein steinerner Gewölbekeller bildet die Basis; darüber befindet sich die Halle mit großer Feuerstelle. Zwei weitere Stockwerke mit den privaten Gemächern, die heute nicht mehr erhalten sind, waren über eine Wendeltreppe zu erreichen. Einige Meter vom Eingang zu diesem Turm entfernt liegt der Brunnen aus den Anfangstagen der Burg.
Geht man im Uhrzeigersinn von „Preston's Tower“ aus durch die Anlage, so findet man im Osten zu ebener Erde drei Lagerräume, in der ersten Etage einen einzigen großen Raum mit unbekannter Nutzung. Es folgt der Ostturm, der in der Basis die Backstube und das Gefängnis beherbergt, darüber liegt eine einzelne Kammer. Im Südflügel befinden sich im Erdgeschoss die Küche, der Weinkeller sowie zwei Lagerräume. Über eine Wendeltreppe konnten die Bediensteten die Große Halle im ersten Stock erreichen. In dieser ist die zweite architektonische Besonderheit der Burg zu finden: Der mosaikähnliche Steinfußboden. Im Westflügel bilden zwei Braustuben und ein Lagerraum die untere Etage, während in der oberen Etage die Galerie liegt. Es folgt der Westturm mit je einer Kammer in beiden Etagen, danach endet der Rundgang wieder am Torhaus.

## Die Burg heute
Auch wenn Tolquhon Castle beim ersten Anblick noch gut erhalten aussieht: Alle Dächer fehlen und ein großer Teil der von William Forbes errichteten Wände ist eingestürzt. Der weitere Verfall wurde zwar durch bauliche Maßnahmen aufgehalten, aber außer den verschiedenen Steinmetzarbeiten und Verzierungen lässt nichts mehr auf die ehemalige Pracht eines Herrensitzes schließen.
Die Burg befindet sich heute unter Verwaltung von Historic Scotland.

## Bildergalerie

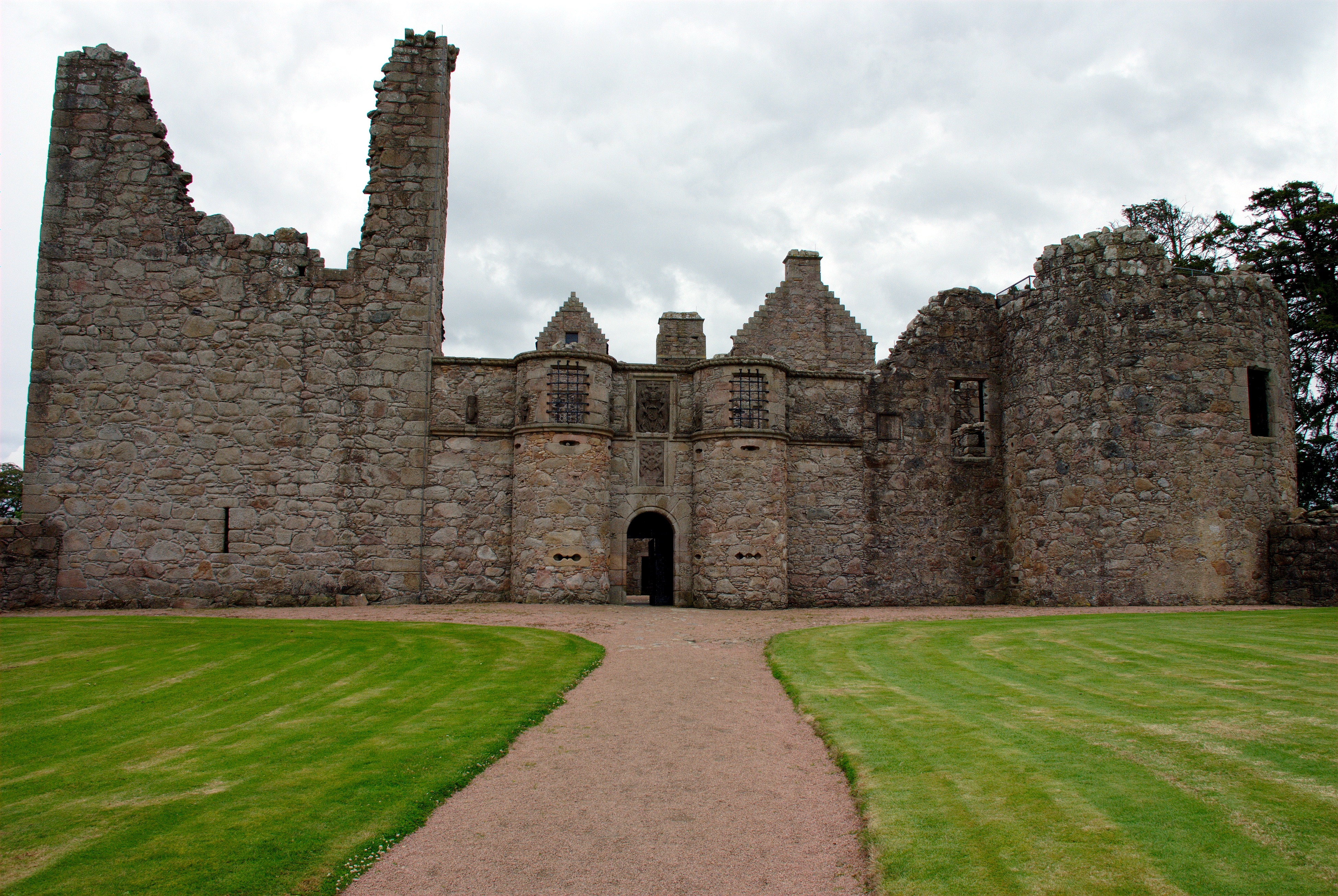
Eingangsbereich. Der Turm rechts ist "Preston's Tower"
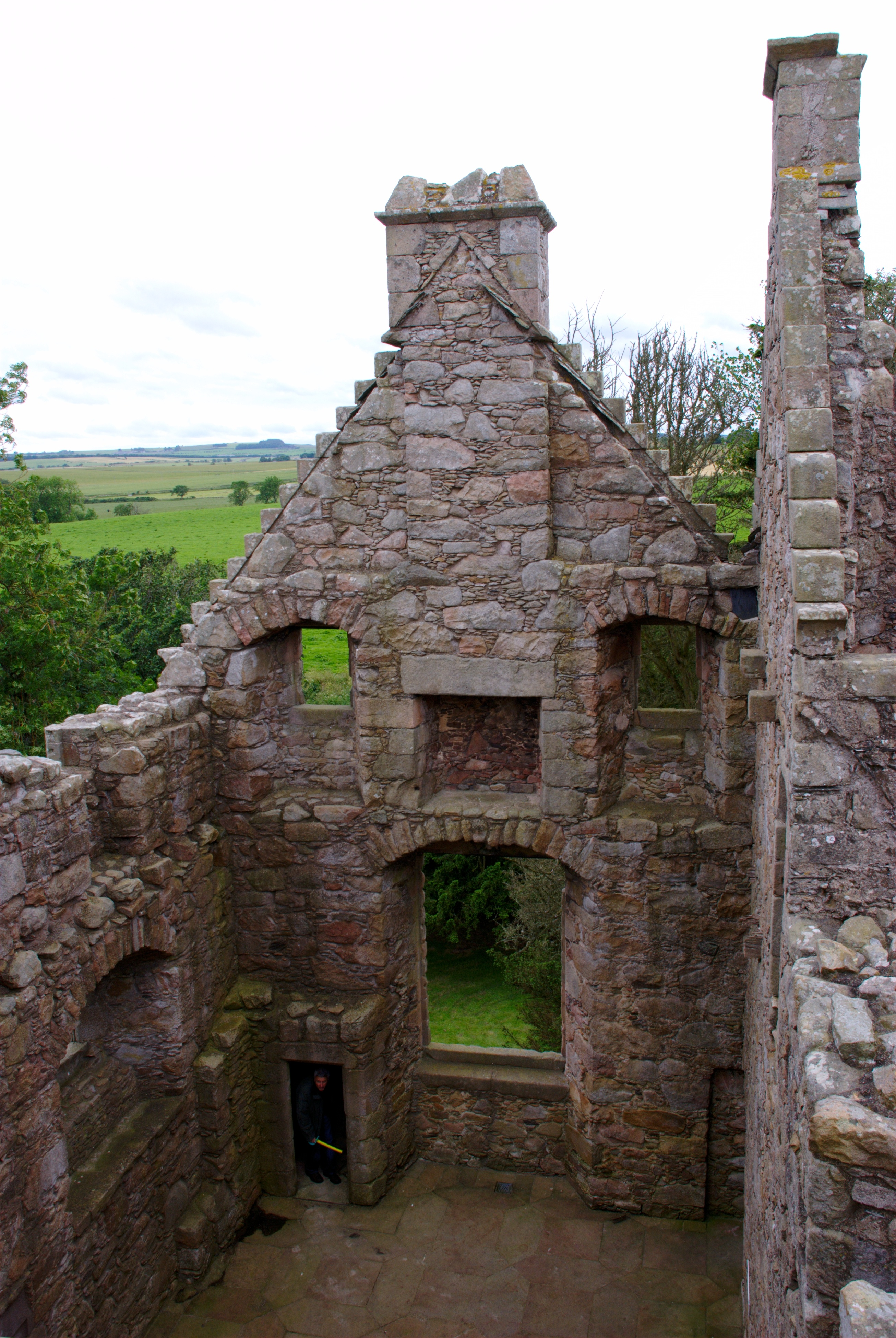
Die große Halle von oben
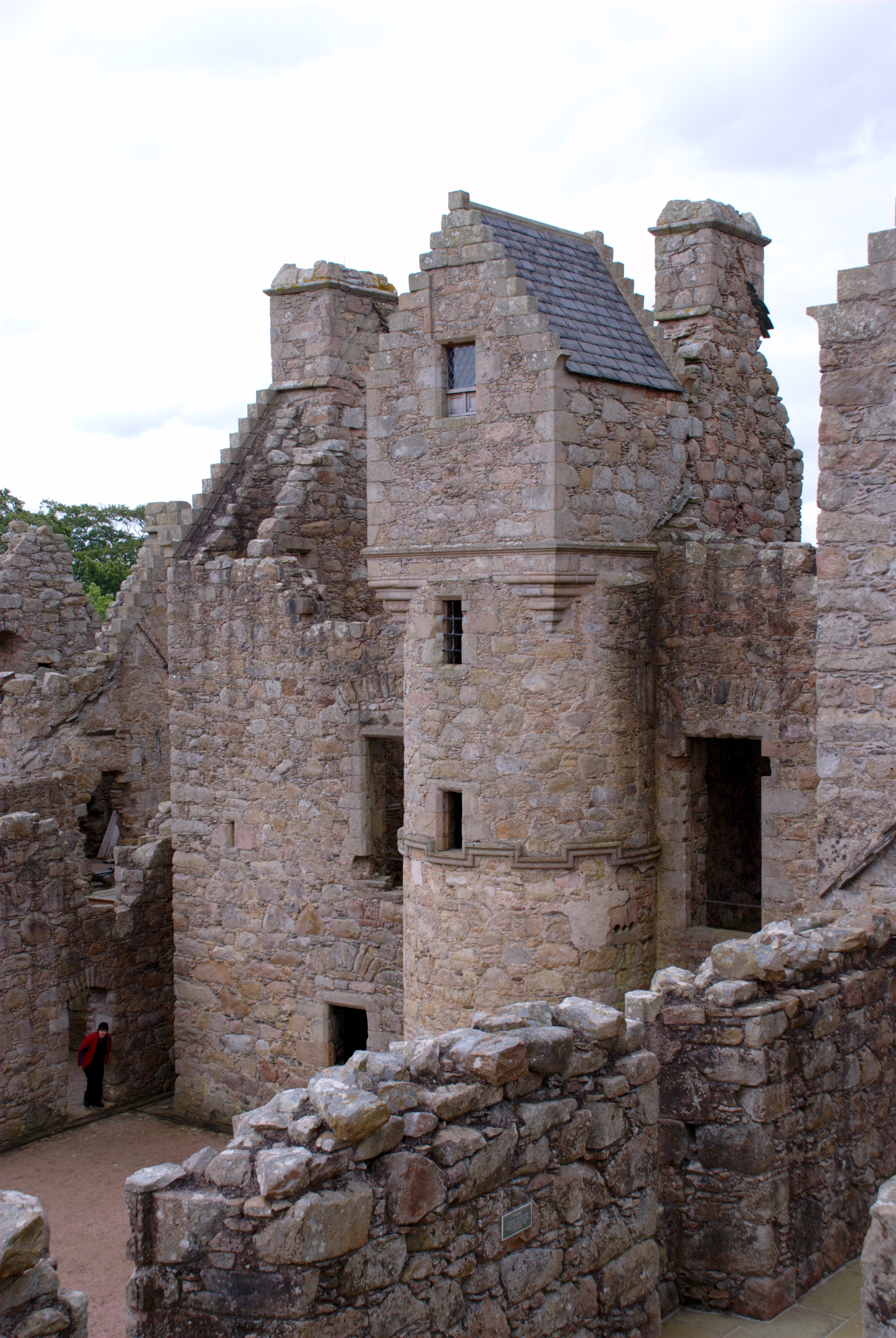
Innenhof und rückwärtiger Wohnbereich
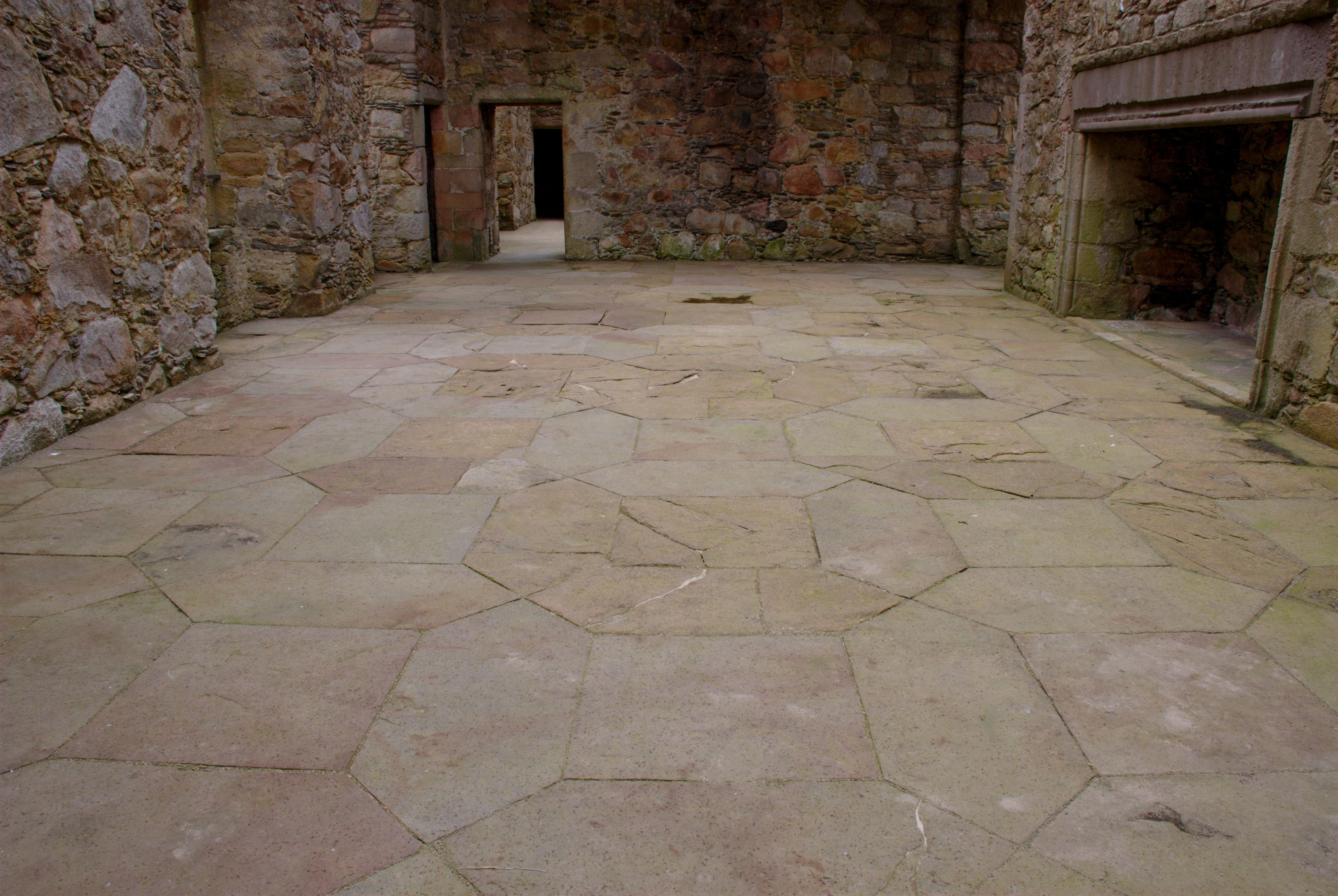
Steinfußboden in der großen Halle – Detail